# Liz Gateley
Liz Gateley es una productora de televisión estadounidense. Actualmente se desempeña como jefe de programación en el canal Lifetime. También es socia fundadora y copropietaria, junto con Tony DiSanto, del estudio y compañía de producción DiGa. Gateley es responsable de dirigir el desarrollo de nuevas series semanales y diarias para el canal, que incluyen proyectos con guiones y de telerrealidad.
Gateley es conocida por crear la exitosa serie de telerrealidad Laguna Beach, inspirada en su infancia cuando creció en Palos Verdes, California. Su siguiente creación fue 8th & Ocean, que también se convirtió en una exitosa serie para el canal MTV. Desde entonces, ha desarrollado una serie diversa de éxitos para la red, que recientemente incluyó Teen Mom y 16 and Pregnant, en la cual también se desempeñó como productora ejecutiva. Gateley ha expandido exitosamente la programación de MTV para incluir exitosos shows como The Hills, Randy Jackson Presents America's Next Best Dance Crew, The Buried Life, Nitro Circus, The City, Human Giant y Run's House, así como el documental 2009 Britney: For the Record. También es productora ejecutiva de la serie Scream.
Antes de MTV y su puesto actual en Lifetime, Gateley trabajó en Lifetime Television, donde fue responsable del desarrollo de series y especiales originales en horario estelar y diurno, incluidos Strong Medicine, The Division, Intimate Portrait y Weddings of a Lifetime. Gateley se graduó de la Facultad de Derecho de Loyola con un título de abogado en la Universidad de California en Los Ángeles.

## Filmografía seleccionada
- Kesha: My Crazy Beautiful Life (2013) – Productora ejecutiva
- The Hard Times of RJ Berger (2010) – Productora ejecutiva
- Warren the Ape (2010) – Productora ejecutiva
- Teen Mom (2009–2010) – Productora ejecutiva
- The City (2009–2010) – Productora ejecutiva
- Taking the Stage (2009–2010) – Productora ejecutiva
- The Hills (2006–2010) – Productora ejecutiva
- Paris Hilton's My New BFF (2008–2009) – Productora ejecutiva
- Scarred (2007) – Productora ejecutiva
- Maui Fever (2007) – Productora ejecutiva
- Newport Harbor: The Real Orange County (2007) – Productora ejecutiva
- Human Giant (2007) – Productora ejecutiva
- 8th & Ocean (2006) – Productora ejecutiva
- The Shop (2006) – Productora ejecutiva
- Run's House (2005) – Productora ejecutiva
- Stankervision (2005) – Productora ejecutiva
- PoweR Girls (2005) – Productora ejecutiva
- Laguna Beach: The Real Orange County (2004) – Productora ejecutiva